# Mengke Bateer
Dans ce nom, le nom de famille, Mengke, précède le nom personnel.
Mengke Bateer (en chinois : 孟克·巴特尔, en Hanyu pinyin : Mèngkè Bātèěr, en mongol : Мөнхийн Баатар, Mönkhiin Baatar), né le 20 novembre 1975 à Hanggin Banner dans la province de Mongolie-Intérieure en Chine, est un joueur de basket-ball chinois, évoluant au poste de pivot. Il est aussi acteur.

## Biographie
Après avoir été formé en Chine, Mengke Bateer a joué en NBA pour diverses franchises entre 2002 et 2004, gagnant même un titre de champion au sein de l'équipe des Spurs de San Antonio victorieuse en 2002-2003.

## Filmographie
| An   | Titre en Anglais         | Titre original | Rôle                 | Notes |
| ---- | ------------------------ | -------------- | -------------------- | ----- |
| 2005 | The Blue Xanadu          | 蔚藍色的杭蓋   | Yela                 |       |
| 2009 | Bodyguards and Assassins | 十月圍城       | Wang Fuming le géant |       |
| 2010 | Here Comes Fortune       | 財神到         | Gong                 | cameo |